# Борово
Борово, или како се често назива Борово село (јер је Борово насеље постало градска четврт Вуковара), насеље је и општина у североисточном делу Вуковарско-сремске жупаније, Хрватска. Општина Борово се састоји само од једног насеља. Према прелиминарним подацима са последњег пописа 2021. у Борову је живело 3555 становника.

## Култура
Културно уметничко друштво „Бранислав Нушић” основано је 1951. године. Има четири секције: фолклорну, ликовну, драмско-рецитаторску и тамбурашку са око 200 активних чланова.

## Историја
У млађем каменом добу крај око Борова био је континуирано насељен, и то траје од око 3400. до 3000. године п. н. е. Насеља су била изграђена близу текуће воде и бара. Куће су биле земљане (од прућа облепљене блатом), а кров од трске које је у мочварама било у изобиљу.
Из бакарног доба постоји много трагова, који су везани за различите утицаје првенствено вучедолске, а такође и баденске и костолачке културе. У старом гвозденом добу, овде су настањени Илири, који су се бавили риболовом, сточарством и земљорадњом. У млађем гвозденом добу, на ове просторе се досељавају Келти, чији су ковани новац, керамика и накит пронађени на локалитету Градац.
За време Римљана, у околини се налазило неколико насеља. У то време, једини прелаз преко Дунава је био мост код утврде Градац, у чијој близини је данашња Савуља (северни део Борова).
Великом сеобом народа и падом Западног римског царства, на ове просторе се досељавају Словени.
Први подаци везани за име Борово датирају из 1231. када се спомиње као посед вуковарског града, када га је угарски краљ даровао племићкој породици Чак. Све до најезде Турака припадало је различитим вуковарским велепоседницима. Борово је почетком XV века било трговачко и занатско место, а у селу су се одржавали велики недељни сајмови.
Око 1540. године Борово насељавају Срби из горњег Подриња и Полимља.
Црква светог архиђакона Стефана изграђена је у периоду од 1761. до 1764. године. У то време се спомињу почеци образовања у склопу цркве, а по први пут је основана и боровска општина, којом је управљао сеоски кнез и кметови. Први познати кнез у боровској општини 1711. био је Петар Радаковић. Око 1880. Борово има статус самосталне управне општине са начелником, биљежником, благајником, пољаром и бабицом. Грб општине Борово установљен је 1884, који је у свом изворном облику прихваћен као грб данашње општине.
Прва школа у селу је отворена 1853. године. Једини претплатник популарне Видаковићеве књиге био је 1817. парох Евтимије Маркић.
Прекретница у развоју села се дешава 1931. када се оснива Батина фабрика гуме и обуће. Порастом броја становника и ширењем радничког насеља, Борово поново добија статус општине, да би након Другог светског рата постало месна заједница у саставу општине Вуковар.

## Демографија
Разлог наглог смањења становништва 1991, у односу на 1981, био је што је део насељеног места Борово, познатији под именом Борово насеље, постао део насељеног места Вуковар, док је део познатији као Борово село наставио да егзистира као посебно насељено место под именом Борово.
| година пописа | укупно | Срби          | Хрвати         | Југословени   | остали      |
| ------------- | ------ | ------------- | -------------- | ------------- | ----------- |
| 2021.         | 3555   | 3224 (90,69%) | 209 (5,88%)    | 0 (0%)        | 122 (3,43%) |
| 2011.         | 5056   | 4537 (89,73%) | 332 (6,57%)    | 0 (0%)        | 187 (3,7%)  |
| 2001.         | 5360   | 4640 (86,57%) | 425 (7,93%)    | 0 (0%)        | 295 (5,5%)  |
| 1991.         | 6442   | 5146 (79,88%) | 604 (9,37%)    | 410 (6,36%)   | 282 (4,37%) |
| 1981.         | 13.491 | 5708 (42,30%) | 3300 (24,46%)  | 3809 (28,23%) | 674 (4,99%) |
| 1971.         | 11.301 | 6276 (55,53%) | 3.651 (32,30%) | 986 (8,72%)   | 388 (3,43%) |

## Привреда
До 1991, основни извори прихода становништва били су рад у различитим гранама привреде (комбинат „Борово”, „Вутекс” Вуковар, ПИК Вуковар и др.). По окончању ратних дејстава, долази до нужне оријентације на пољопривредну производњу (земљорадња и сточарство). Мањи део становништва усмерен је на малу привреду и занатство.

## Општина
Општина Борово се састоји од само једног насеља чије име и носи.

## Образовање
У селу делује осмогодишња основна школа „Борово”, у којој се наставни план и програм одвија на српском језику и писму. Такође, постоји и дечји вртић „Златокоса” (раније се звао „Маслачак”).

## Медији
- Радио Борово, радио-станица српске националне мањине

## Спорт
- ФК Слога Борово
- Шах клуб „Слога”
- Карате клуб „Слога”
- Спортско-риболовно Друштво „Слога”
- Школски спортски клуб „Слога” Основне школе „Борово”, у оквиру којега делују кошаркашка, одбојкашка, рукометна, фудбалска и стонотениска секција

## Удружења
- Ловачко друштво „Борово”
- Удружење пензионера „Западни Срем” — Филијала Борово
- Удружење антифашистичких бораца НОР-а и антифашиста
- Удружење пчелара „Милена” Борово